# G1 12 뉴스
G1 12 뉴스는 대한민국 G1 TV에서 매주 평일 낮 12시 30분에 방송 중인 강원 지역 낮 뉴스 프로그램이다.

## 방송 시간
| 방송 채널 | 방송 기간                           | 방송 시간                              |
| --------- | ----------------------------------- | -------------------------------------- |
| G1 TV     | 2001년 12월 17일 ~ 2003년 10월 31일 | 평일 오전 10시 50분 ~ 11시 (10분)      |
| G1 TV     | 2003년 11월 3일 ~ 2004년 3월 5일    | 평일 오전 11시 ~ 오전 11시 10분 (10분) |
| G1 TV     | 2004년 3월 8일 ~ 2005년 4월 22일    | 평일 오전 10시 50분 ~ 11시 10분 (20분) |
| G1 TV     | 2005년 4월 25일 ~ 2005년 7월 1일    | 평일 오전 11시 15분 ~ 11시 30분 (15분) |
| G1 TV     | 2005년 7월 4일 ~ 2008년 11월 28일   | 평일 오전 11시 10분 ~ 11시 30분 (20분) |
| G1 TV     | 2008년 12월 1일 ~ 2009년 4월 24일   | 평일 낮 12시 10분 ~ 12시 30분 (20분)   |
| G1 TV     | 2009년 4월 27일 ~ 2010년 11월 19일  | 평일 낮 12시 35분 ~ 오후 1시 (25분)    |
| G1 TV     | 2010년 11월 22일 ~ 2011년 10월 7일  | 평일 오전 11시 30분 ~ 11시 50분 (20분) |
| G1 TV     | 2011년 10월 10일 ~ 2014년 10월 24일 | 평일 오전 11시 40분 ~ 낮 12시 (20분)   |
| G1 TV     | 2014년 10월 27일 ~ 2017년 4월 7일   | 평일 낮 12시 30분 ~ 12시 50분 (20분)   |

## 진행
- 김진현 아나운서 (남)

## 수화 통역
- 김유진 (여)
- 손경애 (여)
- 원태연 (남)
- 이현정 (여)

## 타이틀 변천사
| 기수 | 타이틀              | 방송 기간                           |
| ---- | ------------------- | ----------------------------------- |
| 1기  | GTB 생활뉴스        | 2001년 12월 17일 ~ 2002년 3월 29일  |
| 2기  | GTB 뉴스와 생활경제 | 2002년 4월 1일 ~ 2011년 10월 7일    |
| 3기  | G1 뉴스와 생활경제  | 2011년 10월 10일 ~ 2014년 10월 24일 |
| 4기  | G1 12 뉴스          | 2014년 10월 27일 ~ 2017년 4월 7일   |

| G1 TV, Hi G1 |            | |
| 이전         | G1 12 뉴스 | 다음 |
| SBS 12 뉴스  | G1 12 뉴스 | 꽃놀이패 {재} (월) 불타는 청춘 {재} (화) 웃찾사 {재} (수) 자기야 백년손님 {재} (목) 끝에서 두번째 사랑 {재} (금) |
|              |            | |
|              |            | |